# 3つのロシアの歌
合唱と管弦楽のための《3つのロシアの歌（フランス語: Trois Chansons Russes / ロシア語: Три Русские Песний）》作品41は、セルゲイ・ラフマニノフが1926年に作曲した作品である。ラフマニノフが作曲した管弦楽伴奏つきの合唱曲は、他にカンタータ《春》作品20（1902年）と合唱交響曲《鐘》作品35（1913年）しかない。なお、題名については、《3つのロシア民謡》と訳す場合がある。

## 構成
各曲は、3つの伝統的な民謡に由来する。
- 第1曲「小川を渡って（Через речку）」（ホ短調）

「モデラート（Moderato）」という速度指定がなされている。モスクワ芸術劇場オペラ練習所の移動の際に初めて原曲を知ったらしい。男声合唱のための編曲である。
- 第2曲「ああ、ワーニカよ（Ах ты, Ванька）」（ニ短調）

「ラルゴ（Largo）」と指定されており、前曲とは逆に女声合唱のための編曲である。原曲は親友フョードル・シャリアピンから教わったもの。（「ああ、ワーニャ」と訳されることもあるが、「ヴァーニカ」という原語は、「馬鹿な真似をする人」「悪運強い奴」といった軽蔑のニュアンスが含まれているので良い意味ではない。）
- 第3曲　「私の白粉よ、頬紅よ（Белилицы, румяницы, вы мой）」（ロ短調）

「アレグロ・モデラート」の速度指定がある。原曲の民謡は、ナジェージダ・プレヴィツカヤのお気に入りだった。近年では「真っ赤なほっぺに白粉を塗ってよ」などと訳されている。
全曲上演するのに15分ほどを要する。

## 編成
女声合唱はアルトのみ、男声合唱はバスのみが採用されており、どちらもほとんどユニゾンで歌う。
楽器編成は次の通り。
ピッコロ1、フルート2、オーボエ2、イングリッシュホルン1、クラリネット2、バスクラリネット1、ファゴット2、コントラファゴット1、ホルン4、トランペット3、トロンボーン2、バストロンボーン1、チューバ1、ティンパニー、チューブラーベル、打楽器群、ハープ、ピアノ、弦楽五部。
厚めの編成だが、すべての楽器が同時に出揃う場面は稀である。

## 初演
1927年3月18日にレオポルド・ストコフスキーがフィラデルフィア管弦楽団とトロント・メンデルゾーン合唱団を指揮して世界初演を行なった。作品は初演者のストコフスキーに献呈された。本作の初演は、作曲者を独奏者に迎えて、《ピアノ協奏曲 第4番 ト短調》の世界初演と抱き合わせで行われた。《ロシアの3つの歌》は評論家に好意的に迎えられたが、協奏曲はそれほどでもなかった。翌19日の再演においても、また3月22日のニューヨーク初演でも、同じ組み合わせで上演されたが、評論家の反応はいずれも似たり寄ったりだった。
どうやら最初の3つの上演では、地元のロシア正教会の司祭が上演に参加したらしい。というのも彼らは、ラフマニノフが要求している重低音を出すことができたからである。指揮者のイーゴリ・ブケトフは、当時11歳で父親に連れられてリハーサルに立ち会った時のことを回想している。ブケトフの父親は司祭で、ラフマニノフの友人であり、バッソ・プロフォンドの音域を出せる同僚を探し出してくれるようにラフマニノフに頼まれたのだった。ストコフスキーは終曲を、ラフマニノフの好みとは逆に、ひどく速く解釈して、しかも作曲者の指示に従おうとはしなかった。長じてブケトフ自身がジュリアード音楽学校の合唱指揮者に就任して《3つのロシアの歌》を取り上げた際に、ラフマニノフに、厳密にどのようなテンポを思い描いていたのか助言してくれるように願い出ている。
《3つのロシアの歌》はたびたび録音されており、ストコフスキーやブケトフのほかに、アレクサンドル・ガウクやレナード・スラットキン、エフゲニー・スヴェトラーノフ、シャルル・デュトワ、ウラジミール・アシュケナージが取り上げている。また、バレエ音楽に転用されたこともある。

## 註記
1. ↑  Bertensson, Leyda, Satina, Rachmaninoff
2. 1 2  Bertensson, Leyda, Satina, Sergei Rachmaninoff: A Life
3. ↑  Classical Net: Leopold Stokowski Concert Register 1909-1940
4. ↑  buzzle.com
5. ↑  New York Times, 11 September 2001
6. ↑  New York Times, 21 July 1991